# Автошлях Т 0423
Автошля́х Т 0423 — автомобільний шлях територіального значення у Дніпропетровській області. Пролягає територією Кам'янського району через Мишурин Ріг — Лихівку — Вільногірськ. Загальна довжина — 45,8 км.

## Маршрут
Автошлях проходить через такі населені пункти:
| Автошлях Т 0423           |        |
| Дніпропетровська область  |        |
| Верхньодніпровський район |        |
| Мишурин Ріг               | Н08    |
| П'ятихатський район       |        |
| Степове                   |        |
| Лихівка                   |        |
| Верхньодніпровський район |        |
| Новоганнівка              |        |
| Мотронівка                |        |
| Мар'янівка                |        |
| Доброгірське              |        |
| Вільногірськ              | Т 0415 |